# NGC 4455
NGC 4455 (другие обозначения — UGC 7603, IRAS12262+2305, MCG 4-30-1, KAZ 390, ZWG 129.2, WAS 57, KUG 1226+231, PGC 41066) — спиральная галактика с перемычкой (SBcd) в созвездии Волос Вероники, находящаяся на расстоянии около 45 млн. св. лет.
Имеет высокую поверхностную яркость, относится к сейфертовским галактикам. Кривая вращения галактики согласуется с предсказанием в рамках теории модифицированной ньютоновской динамики, хотя во внешних частях теория даёт меньшую скорость вращения.
Этот объект входит в число перечисленных в оригинальной редакции «Нового общего каталога».